# عصر اژدها ۲
عصر اژدها ۲ (انگلیسی: Dragon Age II) یک بازی ویدئویی در سبک نقش‌آفرینی اکشن است که توسط بایوور توسعه یافته و به‌وسیلهٔ الکترونیک آرتس و در مارس ۲۰۱۱ برای پلت‌فرم‌های اکس‌باکس ۳۶۰، پلی‌استیشن ۳، مایکروسافت ویندوز و مک‌اواس منتشر شده‌است. این دومین قسمت اصلی از مجموعه بازی‌های عصر اژدها به‌شمار می‌رود و دنبالهٔ عصر اژدها: ریشه‌ها (۲۰۰۹) محسوب می‌شود.

## بازتاب ها
| گردآورنده | امتیاز                                 |
| --------- | -------------------------------------- |
| متاکریتیک | (PC) 82/100 (PS3) 82/100 (X360) 79/100 |

| ناشر                     | امتیاز                      |
| ------------------------ | --------------------------- |
| دستراکتید                | 7/10                        |
| یوروگیمر                 | 8/10                        |
| گیم اینفورمر             | (X360) 8.25/10 (PC) 7.75/10 |
| گیم‌اسپات                 | 8/10                        |
| گیم‌اسپای                 | [ ۹ ]                       |
| گیمز ریدار+              | [ ۱۰ ]                      |
| آی‌جی‌ان                   | 8.5/10                      |
| پی‌سی گیمر (ایالات متحده) | 94/100                      |